# Национално окупљање
Национално окупљање (скраћено НО), претходно Српски државотворни блок (скраћено СДБ), била је политичка коалиција у Србији, коју су чиниле Заветници и Двери. Основана је у октобру 2023. Учествовала је на парламентарним, покрајинским и изборима за одборнике Скупштине града Београда су одржани 17. децембра 2023.
У периоду кампање НО су представљали Бошко Обрадовић, Милица Ђурђевић Стаменковски и Ратко Ристић, који је кандидат коалиције за градоначелника Београда. Остварила је неуспех и није успела да пређе цензус, изгубивши сву своју заступљеност у парламентима.
НО је критична према владајућој Српској напредној странци, противи се Охридском споразуму и независности Косова, као и приступању Србије Европској унији и НАТО. Залаже се за ближе односе са Русијом, Кином и осталим чланицама организације БРИКС. Коалицију је подржала Алтернатива за Немачку, а организовала је и скуп са мађарским Покретом Наша домовина и бугарским Препородом.
После гласина о спрези Српске напредне странке и Заветника, када је Александар Вучић рекао да би желео видети Милицу Ђурђевић Стаменковски у СНС-у, Двери су саопштиле да је коалиција престала да постоји 30. децембра 2023.

## Историја

### Позадина
Заветници, на челу са Милицом Ђурђевић Стаменковски, и Двери, на челу са Бошком Обрадовићем, сарађивали су од априла 2022, када су потписали документ којим су се обавезали да ће се супротставити свим санкцијама Русији које су повезане са инвазијом Русије на Украјину. Међутим, Ђурђевић Стаменковски је на конференцији за новинаре додала да Заветници и Двери нису потписали предизборни коалициони споразум, нити споразум о спајању својих посланичких група у Народној скупштини.
Њихова сарадња додатно је проширена у октобру 2022, када су заједно са Национално демократском алтернативом (НАДА), коју чине Нова демократска странка Србије (НДСС) и Покрет обнове Краљевине Србије (ПОКС), као и Народном странком (Народна), потписали заједничку Декларацију за реинтеграцију Косова и Метохије у уставно-правни поредак Србије. Касније истог месеца, Заветници, Двери, НДСС и ПОКС поднели су у Народној скупштини предлог Резолуције против увођења санкција Русији. Почев од јануара 2023. Заветници, Двери и НАДА су се позвали на организоване протесте и одбацивање предложеног Охридског споразума за нормализацију односа између Србије и Републике Косово. Организовали су протесте у јануару и марту 2023.

### Оснивање
У септембру 2023, унутар Скупштине града Београда, Заветници и Двери су формирали заједничку одборничку групу под називом „Српски покрет Двери — Српска странка Заветници — Патриотски блок”. Ђурђевић Стаменковски је представљена као вођа групе, али је рекла да ће Радмила Васић бити њена гласноговорница. Месец дана касније, 4. октобра 2023. Заветници и Двери формирају Српски државотворни блок (СДБ). Поред Ђурђевић Стаменковски и Обрадовића, један од покретача био је и Милош Ковић, историчар и професор Филозофског факултета. Обрадовић је додао и да су академици Душан Пророковић, Ратко Ристић и Валентина Арсић Арсенијевић такође део блока, иако нису присуствовали конференцији за новинаре. Заветници и Двери су најавили да ће заједно изаћи на предстојеће изборе и позвали коалицију НАДА, Народну и „друге ванпарламентарне и парламентарне чиниоце који се противе [Охридском споразуму] да постану део овог блока”.
Заветници и Двери саопштили су 9. октобра да су започеле разговоре са коалицијом НАДА, Народном и другим ванпарламентарним странкама у циљу проширења СДБ за предстојеће изборе. Милош Јовановић, председник НДСС, није искључио улазак коалиције НАДА у СДБ, рекавши: „ако се и не деси није драма”. Даљи преговори Заветника, Двери, НДСС, ПОКС и Народне вођени су крајем октобра 2023, али је Стефан Стаменковски у име Заветника одбио предложени документ како би се образовала јединствена изборна листа за парламентарне изборе 2023. Ђурђевић Стаменковски је рекла да је „било неколико конструктивних разговора”, али да неће бити јединствене изборне листе коју чине Заветници, Двери, НДСС, ПОКС и Народна. Након преговора, Ковић се одвојио од Заветника и Двери.

### Избори 2023.
Заветници и Двери су 27. октобра представили Ристића као свог кандидата за градоначелника на изборима за одборнике Скупштине града Београда. Након расписивања избора 1. новембра, Заветници и Двери су најавили да ће на изборе изаћи под називом Национално окупљање (НО). Републичка изборна комисија потврдила је њихову изборну листу 5. новембра, са Ђурђевић Стаменковски као првом на листи. Њихова изборна листа на локалним изборима у Београду потврђена је 13. новембра. Њихова изборна листа за покрајинске изборе у Војводини потврђена је 27. новембра. Ђурђевић Стаменковски и Обрадовић састали су се 1. децембра са Маријом Захаровом, гласноговорницом Министарства спољних послова Русије. Коалиција је последњу предизборну кампању одржала 10. децембра.

## Идеологија и платформа
Противи се спровођењу предложеног Охридског споразума. Иако је опозиција владајућој Српској напредној странци, такође се противи проевропским странкама и одбија сарадњу са њима. У октобру 2023. Обрадовић је на конференцији за новинаре изјавио и да је важно „очувати домаћу привреду, пољопривреду, породичне и традиционалне вредности, као и поштовање Устава Србије”. Ђурђевић Стаменковски је рекла да је главна визија блока окупљање националистичких странака. На другој конференцији за новинаре у Крагујевцу, РТВ Крагујевац је главне принципе НО описала као „борбу за суверену, независну Србију са националном економијом, аграром и просветом”. Обрадовић је у Ваљеву рекао да ће НО „бранити и сачувати Косово и Метохију у саставу Србије, Републике Српске, супротставити се санкцијама Русији и чланству Србије у НАТО и штитити животну средину”.
НО је водило кампању против Охридског споразума, очувања традиционалних вредности, очување Косова и Метохије у саставу Србије, подршке Републици Српској и Србима у региону, као и подршке еколошком патриотизму. Обрадовић је у име НО изразио подршку већим подстицајима за домаће привреднике и пољопривреднике. НО је такође изразило подршку задржавању блиских односа са Кином због њених ставова према Косову и Метохији. Ђурђевић Стаменковски је рекла да ће НО „тражити да Србија постане део БРИКС-а”. По питању Београда, Ристић је истакао „борбу против загађења, корупције и наркоманије, унапређење јавног превоза, бригу о младима и старима”.
Са Ђурђевић Стаменковски на челу коалиције, крајње десничарска Алтернатива за Немачку (АЗН) је изразила подршку НО током посете делегације Немачкој. Подршку коалицији исказали су и Равногорски покрет и Младен Обрадовић из организације Образ. У децембру 2023. коалиција НО је организовала скуп у Београду на којем су наступиле и друге странке крајње деснице, међу којима су и немачка АЗН, мађарски Покрет Наша домовина и бугарски Препород.

## Чланови
| Назив | Назив     | Вођа                         | Главна идеологија   | Политичка позиција        | Народна скупштина | Скупштина града Београда |
| ----- | --------- | ---------------------------- | ------------------- | ------------------------- | ----------------- | ------------------------ |
|       | Заветници | Милица Ђурђевић Стаменковски | ултранационализам   | крајња десница            | 0 / 250           | 0 / 110                  |
|       | Двери     | Бошко Обрадовић              | српски национализам | десница до крајње деснице | 0 / 250           | 0 / 110                  |

## Резултати на изборима

### Парламентарни избори
| Година | Вођа                         | Вођа      | Гласови     | % од важећих | Бр.         | Мандати     | Промена     | Статус | Реф. |
| Година | Име                          | Странка   | Гласови     | % од важећих | Бр.         | Мандати     | Промена     | Статус | Реф. |
| ------ | ---------------------------- | --------- | ----------- | ------------ | ----------- | ----------- | ----------- | ------ | ---- |
| 2023.  | Милица Ђурђевић Стаменковски | Заветници | предстојећи | предстојећи  | предстојећи | предстојећи | предстојећи | Н/Д    |      |

### Покрајински избори
| Година | Вођа          | Вођа      | Гласови     | % од важећих | Бр.         | Мандати     | Промена     | Статус | Реф. |
| Година | Име           | Странка   | Гласови     | % од важећих | Бр.         | Мандати     | Промена     | Статус | Реф. |
| ------ | ------------- | --------- | ----------- | ------------ | ----------- | ----------- | ----------- | ------ | ---- |
| 2023.  | Дејан Вуковић | Заветници | предстојећи | предстојећи  | предстојећи | предстојећи | предстојећи | Н/Д    |      |

### Избори за одборнике Скупштине града Београда
| Година | Вођа         | Вођа    | Гласови     | % од важећих | Бр.         | Мандати     | Промена     | Статус | Реф. |
| Година | Име          | Странка | Гласови     | % од важећих | Бр.         | Мандати     | Промена     | Статус | Реф. |
| ------ | ------------ | ------- | ----------- | ------------ | ----------- | ----------- | ----------- | ------ | ---- |
| 2023.  | Ратко Ристић | Нез.    | предстојећи | предстојећи  | предстојећи | предстојећи | предстојећи | Н/Д    |      |